# Discografie van Miss Montreal
Hieronder volgt de discografie van de Nederlandse band Miss Montreal, met name hun albums, hun nummers met een notering in een hitlijst en hun Top 2000-noteringen.

## Albums
| Album                  | Verschijnen      | Label       | Hitlijsten | Hitlijsten | Hitlijsten | Hitlijsten | Opmerkingen                     |
| Album                  | Verschijnen      | Label       | BE (VL)    | BE (VL)    | NL         | NL         | Opmerkingen                     |
| Album                  | Verschijnen      | Label       | Piek       | Weken      | Piek       | Weken      | Opmerkingen                     |
| ---------------------- | ---------------- | ----------- | ---------- | ---------- | ---------- | ---------- | ------------------------------- |
| Miss Montreal          | 18 mei 2009      | 8ball Music | —          | —          | 15         | 56         | Studioalbum / Goud in Nederland |
| So... Anything else?   | 16 juli 2010     | 8ball Music | —          | —          | 10         | 11         | Studioalbum                     |
| I Am Hunter            | 13 april 2012    | 8ball Music | —          | —          | 5          | 19         | Studioalbum                     |
| The Home Recordings    | 16 juli 2010     | 8ball Music | —          | —          | 81         | 1          | Verzameling van privé-opnamen   |
| Irrational             | 28 februari 2014 | 8ball Music | —          | —          | 3          | 11         | Studioalbum                     |
| The Singles Collection | 13 februari 2015 | 8ball Music | —          | —          | 2          | 13         | Verzamelalbum                   |
| Don't Wave Me Up       | 22 april 2016    | 8ball Music | —          | —          | 2          | 7          | Studioalbum                     |
| Again                  | 27 oktober 2017  | 8ball Music | —          | —          | —          | —          | Studioalbum                     |

## Nummers met notering(en) in een hitlijst
| Lied                                        | Verschijnen       | Album                        | Hitlijsten | Hitlijsten | Hitlijsten  | Hitlijsten  | Hitlijsten   | Hitlijsten   | Opmerkingen                                             |
| Lied                                        | Verschijnen       | Album                        | BE (VL)    | BE (VL)    | NL (Top 40) | NL (Top 40) | NL (Top 100) | NL (Top 100) | Opmerkingen                                             |
| Lied                                        | Verschijnen       | Album                        | Piek       | Weken      | Piek        | Weken       | Piek         | Weken        | Opmerkingen                                             |
| ------------------------------------------- | ----------------- | ---------------------------- | ---------- | ---------- | ----------- | ----------- | ------------ | ------------ | ------------------------------------------------------- |
| Just a Flirt                                | 10 oktober 2008   | Miss Montreal                | —          | —          | 11          | 11          | 4            | 17           | 3FM Megahit                                             |
| This Is My Life                             | 27 maart 2009     | Miss Montreal                | —          | —          | tip6        | —           | 19           | 9            |                                                         |
| Seven Friends                               | 5 juni 2009       | Miss Montreal                | —          | —          | tip3        | —           | 31           | 6            |                                                         |
| Addicted To Crying                          | 18 september 2009 | Miss Montreal                | —          | —          | —           | —           | 19           | 5            |                                                         |
| Being alone at Christmas                    | 27 november 2009  | So... Anything else?         | —          | —          | 5           | 5           | 7            | 7            | Alarmschijf                                             |
| Swing The Night Away                        | 18 juni 2010      | So... Anything else?         | —          | —          | 34          | 5           | 23           | 4            |                                                         |
| Say What You See                            | 1 oktober 2010    | So... Anything else?         | —          | —          | tip13       | —           | —            | —            |                                                         |
| Wish I Could                                | 1 juli 2011       | I Am Hunter                  | —          | —          | 35          | 2           | 31           | 9            |                                                         |
| I Know I Will Be Fine This Year             | 2 december 2011   | I Am Hunter                  | —          | —          | —           | —           | 41           | 5            |                                                         |
| I Am Hunter                                 | 6 april 2012      | I Am Hunter                  | —          | —          | 28          | 7           | 20           | 6            | 3FM Megahit                                             |
| Better When It Hurts                        | 13 april 2012     | I Am Hunter                  | —          | —          | tip8        | —           | —            | —            |                                                         |
| Giving Up on You                            | 13 april 2012     | I Am Hunter                  | —          | —          | tip12       | —           | —            | —            |                                                         |
| Wonderful Days                              | 26 juni 2012      | —                            | —          | —          | 15          | 5           | 4            | 6            |                                                         |
| Hoe (met Nielson)                           | 12 april 2013     | Zo van ah yeah (van Nielson) | tip3       | —          | 4           | 24          | 5            | 35           |                                                         |
| Heavy Heart                                 | 20 september 2013 | Irrational                   | —          | —          | tip5        | —           | 69           | 4            |                                                         |
| Say Heaven Say Hell                         | 6 december 2013   | Irrational                   | —          | —          | 17          | 12          | 27           | 12           | Alarmschijf / Goud in Nederland                         |
| Irrational                                  | 28 februari 2014  | Irrational                   | —          | —          | tip2        | —           | —            | —            |                                                         |
| Tututu                                      | 25 juli 2014      | Irrational                   | —          | —          | tip1        | —           | —            | —            |                                                         |
| Ik zoek alleen mezelf (met Paskal Jakobsen) | 9 januari 2015    | Onmeunig Sanne (ep)          | tip49      | —          | 20          | 8           | 56           | 3            | Alarmschijf, NPO Radio 2 TopSong                        |
| Good to Go                                  | maart 2015        | Irrational                   | —          | —          | tip8        | —           | —            | —            |                                                         |
| Love You Now                                | 13 november 2015  | Don't Wake Me Up             | —          | —          | 23          | 6           | 82           | 2            | Alarmschijf                                             |
| One Last Drink                              | 25 maart 2016     | Don't Wake Me Up             | —          | —          | tip7        | —           | —            | —            |                                                         |
| Tic Toc                                     | 2 september 2016  | Don't Wake Me Up             | —          | —          | tip14       | —           | —            | —            |                                                         |
| Christmas Hearts                            | 18 november 2016  | —                            | —          | —          | tip12       | —           | —            | —            |                                                         |
| Writing Stories                             | 17 maart 2017     | Again                        | —          | —          | tip4        | —           | —            | —            |                                                         |
| A Million Ways                              | 8 september 2017  | Again                        | —          | —          | 26          | 8           | —            | —            | NPO Radio 2 TopSong                                     |
| 'Till The Sun Comes Up                      | 29 juni 2018      | —                            | —          | —          | tip3        | —           | —            | —            | NPO Radio 2 TopSong                                     |
| Scared of Love (met Wulf)                   | 1 maart 2019      | This Is Wulf (van Wulf)      | —          | —          | 31          | 5           | —            | —            |                                                         |
| Een stap terug                              | 4 oktober 2019    | Hier                         | —          | —          | 36          | 5           | —            | —            | NPO Radio 2 TopSong                                     |
| Hier                                        | 14 februari 2020  | Hier                         | tip        | —          | 37          | 5           | —            | —            | Alarmschijf                                             |
| Als je alles weet                           | 20 mei 2020       | —                            | —          | —          | tip18       | —           | —            | —            |                                                         |
| Scherven van geluk                          | 19 juni 2020      | —                            | —          | —          | tip11       | —           | —            | —            |                                                         |
| Alles is zoals het zou moeten zijn          | 7 augustus 2020   | —                            | tip        | —          | tip15       | —           | —            | —            |                                                         |
| Door de wind                                | 1 oktober 2020    | —                            | 36         | 5          | 3           | 23          | 6            | 57           | Alarmschijf, NPO Radio 2 TopSong / Platina in Nederland |
| Laat me (met Stef Bos)                      | 29 oktober 2020   | —                            | tip        | —          | —           | —           | 36           | 2            |                                                         |
| Have You Ever Seen the Rain? (met Milow)    | 29 oktober 2020   | —                            | —          | —          | —           | —           | 66           | 1            |                                                         |
| Angels In the Sky                           | 27 november 2020  | —                            | tip33      | —          | 26          | 4           | —            | —            | Alarmschijf                                             |
| Alles                                       | 2 april 2021      | —                            | —          | —          | 33          | 4           | 64           | 3            | 538 Favourite / Goud in Nederland                       |
| Zo mooi                                     | 2 juli 2021       | —                            | —          | —          | tip1        | —           | —            | —            |                                                         |
| Waar dan ook                                | 21 januari 2022   | —                            | —          | —          | tip18       | —           | —            | —            |                                                         |
| Adem                                        | 20 mei 2022       | —                            | —          | —          | tip21       | —           | —            | —            | NPO Radio 2 TopSong                                     |
| Noem een dag                                | 2 juli 2022       | —                            | —          | —          | tip15       | —           | —            | —            |                                                         |
| Alles vergeven                              | 2 juni 2023       | —                            | —          | —          | tip17       | —           | —            | —            |                                                         |
| Altijd onderweg                             | 15 september 2023 | —                            | —          | —          | tip23       | —           | —            | —            | NPO Radio 2 TopSong                                     |
| September (met Snelle)                      | 17 november 2023  | Achtentwintig (van Snelle)   | —          | —          | tip10       | —           | —            | —            |                                                         |

## NPO Radio 2 Top 2000
| Nummers met noteringen in de NPO Radio 2 Top 2000 | '09  | '10  | '11  | '12  | '13  | '14  | '15  | '16  | '17-'19 | '20  | '21 | '22 | '23 | '24 |
| ------------------------------------------------- | ---- | ---- | ---- | ---- | ---- | ---- | ---- | ---- | ------- | ---- | --- | --- | --- | --- |
| Door de wind                                      | ×    | ×    | ×    | ×    | ×    | ×    | ×    | ×    | ×       | 29   | 20  | 38  | 51  | 61  |
| Een stap terug                                    | ×    | ×    | ×    | ×    | ×    | ×    | ×    | ×    | -       | 1212 | -   | -   | -   | -   |
| Hoe (met Nielson)                                 | ×    | ×    | ×    | ×    | -    | 1102 | 1522 | 1927 | -       | -    | -   | -   | -   | -   |
| Just a Flirt                                      | 1689 | 1393 | 1638 | 1682 | 1899 | -    | -    | -    | -       | -    | -   | -   | -   | -   |

1. ↑  Een '-' betekent dat het nummer niet was genoteerd, een '×' betekent dat het nummer nog niet was uitgebracht en een vetgedrukt getal geeft de hoogste notering van een nummer aan.
2. ↑  2009 was het eerste jaar met een notering voor Miss Montreal.